# 굿 플레이스 시즌 1
판타지 코미디 텔레비전 시리즈 《굿 플레이스》의 첫 번째 시즌은 마이클 슈어가 감독을 맡았으며, 2016년 9월 19일부터 2017년 1월 19일까지 미국 NBC에서 방영되었다. 시즌 1은 프레뮬론, 3 아츠 엔터테인먼트, 유니버설 텔레비전에서 제작했다.
첫 번째 시즌의 줄거리는 최근에 세상을 등지고 사후 세계에서 깨어난 젊은 여성 엘리너 셸스트롭(크리스틴 벨)이 생전 행했던 선한 행동 덕분에 마이클(테드 댄슨)이 설계한 천국을 닮은 유토피아인 굿 플레이스의 초대를 받으며 시작된다. 하지만 엘리너는 본인이 실수로 굿 플레이스에 보내졌음을 깨닫고 자신이 과거부터 현재까지 행한 나쁜 일들을 숨기려고 한다. 윌리엄 잭슨 하퍼, 자밀라 자밀, 매니 저신토 또한 굿 플레이스의 다른 주민들로 출연하고, 다시 카든은 이들은 돕는 프로그래밍된 존재로 함께한다. 각각의 에피소드 순서는 오프닝 타이틀 시퀀스 다음에 '챕터 (숫자)'로 표시되었다.

## 등장 인물

### 주연

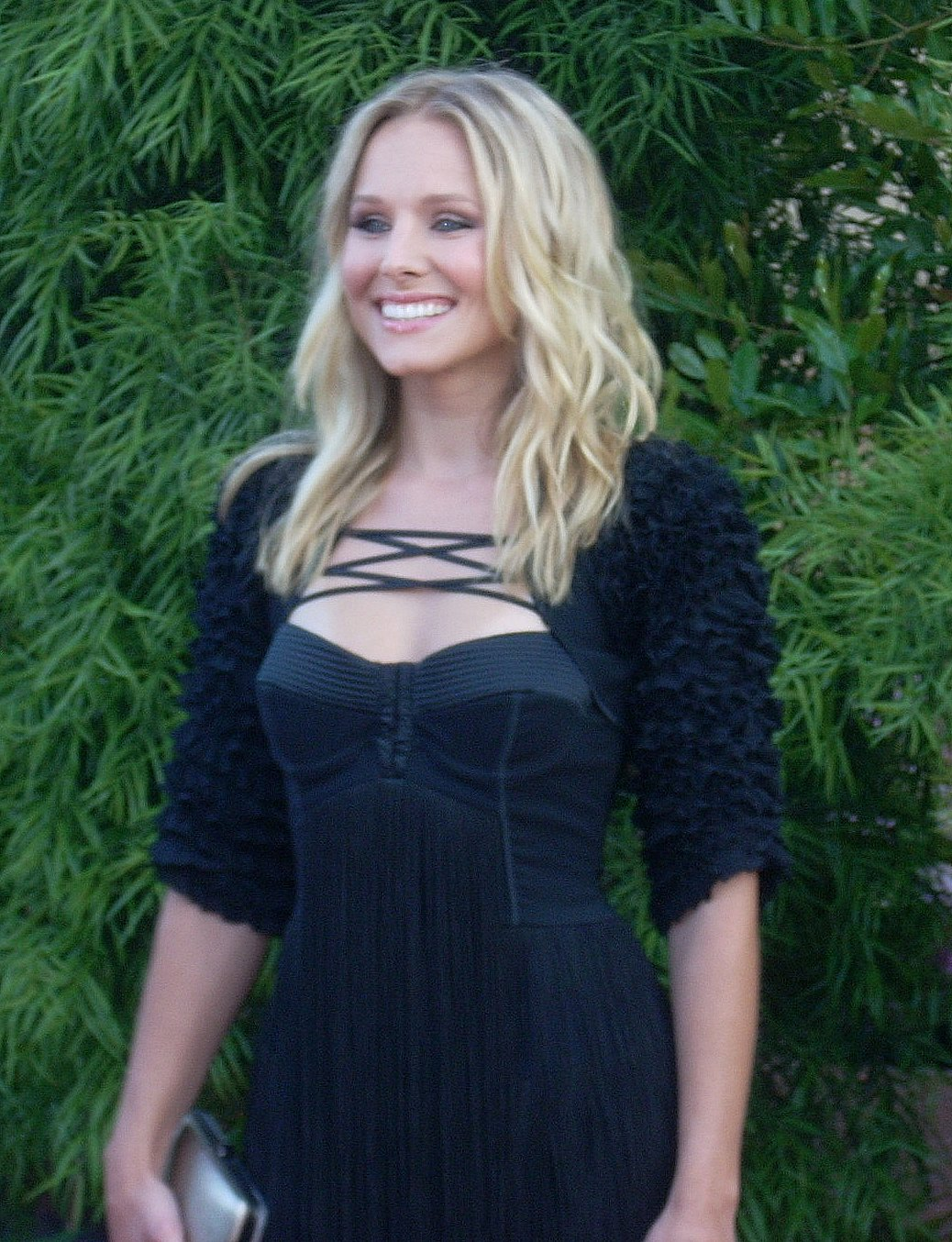
주인공 엘리너 셸스트롭 역을 맡은 크리스틴 벨

- 크리스틴 벨 - 엘리너 셸스트롭 역, 애리조나주 피닉스 출신의 이기적인 영업 사원으로 사망 후 실수로 굿 플레이스에 발을 들여 놓는다. 굿 플레이스에서 자신의 자리를 지키기 위해 치디에게 더 나은 사람이 되기 위한 기본을 가르쳐 달라고 요청한다.[2][3]
- 윌리엄 잭슨 하퍼 - 치디 아나곤예 역, 나이지리아에서 태어난 세네갈인 윤리학 및 도덕철학 교수로, 사망 후 굿 플레이스에 오게 된다. 마이클의 굿 플레이스 첫 번째 실험에서 치디는 엘리너의 소울메이트로 지정되며, 그녀를 더 나은 사람으로 만들기 위해 윤리 수업을 진행한다.[4]
- 자밀라 자밀 - 타하니 알자밀 역, 생전 영국의 부유한 자선가로 자신이 굿 플레이스에 속한다고 믿는다. 처음에는 그녀의 긍정적인 태도, 잘난 체하는 말투, 유명인과 친분을 언급하는 습관을 싫어하던 엘리너와 의외의 우정을 맺게 된다.[5]
- 다시 카든 - 재닛 역, 프로그래밍된 굿플레이스의 가이드이자 정보원으로 굿 플레이스의 주민들이 원하는 모든 것을 제공할 수 있는 능력을 갖고 있다.
  - 카든은 배드 재닛 역도 맡았는데, 주민들에게 제대로 응답하지 않도록 설계된 무례한 버전의 재닛이다.[6]
- 매니 저신토 - 제이슨 멘도사 역, 플로리다주 잭슨빌 출신의 아마추어 DJ이자 마약상으로 실수로 굿 플레이스에 발을 들여 놓는다. 처음에는 굿 플레이스의 주민들에게 지안유 리라는 이름의 침묵 서약을 지키고 있는 대만의 승려로 소개된다. 나중에 제이슨은 미숙하고 머리가 나쁘면서도 마음이 따뜻한 잭슨빌 재규어스와 블레이크 보틀스의 팬으로 밝혀진다.[7]
- 테드 댄슨 - 마이클 역, 엘리너, 치디, 타하니, 제이슨이 머물고 있는 굿 플레이스 지역을 관리하는 설계자이다. 종이 클립을 가지고 노는 것이나 누군가의 자동차 열쇠를 찾는 것과 같이 인간 생활의 평범한 면에 대한 깊은 애착을 갖고 있다. '마이클'이라는 이름은 '누가 하나님과 같은가?'라는 뜻을 가진 히브리어 이름이다.[8]

### 조연
- 티야 서카 - 진짜 '엘리너 셸스트롭' 역, 실수로 엘리너 대신 배드 플레이스로 보내진 인권 변호사이다.
- 애덤 스콧 - 트레버 역, 주인공 무리를 괴롭히는 배드 플레이스에서 온 잔인한 악마이다.[9]
- 마크 에번 잭슨 - 숀 역, 마이클의 상사로 처음에는 엘리너의 운명을 결정하기 위해 소환된 전지전능한 판사로 소개된다.
- 메리베스 먼로 - 민디 세인트클레어 역, 기업 변호사이자 코카인 중독자로 죽기 전에 굿 플레이스 점수를 간신히 얻어 자신만의 미디엄 플레이스에서 머물게 된다.
- 유진 코데로 - 필보이 역, 제이슨의 가장 친한 친구이자 범죄 파트너이다.
- 리베카 헤이즐우드 - 카밀라 알자밀 역, 경쟁심이 많고 대단한 성공을 거둔 타하니의 여동생이다.
- 조시 시겔 - 글렌 역, 굿 플레이스 주민처럼 행세하는 배드 플레이스 악마이다. 시겔은 원래 이 드라마의 작가로, 배역을 맡은 배우가 여행 비자를 받지 못하면서 대신 이 역할로 투입되었다.[10]

### 단역
- 레슬리 그로스만 - 도나 셸스트롭 역, 엘리너의 어머니이다.
- 톰 베이어 - 더그 셸스트롭 역, 엘리너의 아버지이다.
- 아제이 메타 - 와카스 알자밀 역, 타하니의 아버지이다.[11]
- 안나 카자 - 마니샤 알자밀 역, 타하니의 어머니이다.[11]

## 에피소드 목록
| 전체 번호 | 시즌 번호 | 제목 한국어판 제목                                            | 감독              | 작가                    | 본 방송 날짜     | 제작 번호 | 미국 시청자 수 (100만) |
| --- | --------- | ------------------------------------------------------------- | ----------------- | ----------------------- | ---------------- | --------- | ---------------------- |
| 1 | 1         | "Everything Is Fine" "굿 플레이스는 이상 무"                  | 드루 고더드       | 마이클 슈어             | 2016년 9월 19일  | 101       | 8.04                   |
| 엘리너 셸스트롭은 "굿 플레이스"라 불리는 사후 세계의 유토피아에서 깨어나고, 마을의 설계자인 마이클은 엘리너를 환영한다. 모든 인간은 생전에 행했던 행동의 선하고 악한 정도를 바탕으로 수치화된 점수를 받게 되며, 오직 가장 높은 점수를 받은 사람들만이 굿 플레이스(천국)로 보내진다. 나머지는 모두 "배드 플레이스"(지옥)에서 영원히 고문을 당한다. 마이클은 엘리너가 무고한 사람들을 사형에서 구해낸 변호사였다고 칭찬하며, 생전 엘리너의 취향에 맞게 설계된 집으로 안내한다. 또한 엘리너는 자신의 소울메이트인 세네갈 출신의 윤리학 교수인 치디와 만난다. 엘리너는 치디에게 마이클이 자신에 대해 알고 있는 모든 정보가 사실은 다른 사람의 것이라고 말한다. 실제로 엘리너는 병들고 나이 든 사람들에게 아무 효과가 없는 보충제를 속여 팔아 돈을 벌었고, 무례하고 무신경한 사람이었다. 치디는 엘리너를 도와야 할지 말아야 할지에 관한 도덕적 고민에 빠지고, 엘리너는 자신의 이웃이자 서로 소울메이트 관계인 타하니와 지안유가 주최한 파티에서 좌절감을 느끼고 화를 낸다. 다음 날 아침, 마을 주민들은 엘리너의 삶에 있었던 요소들과 굿 플레이스에서 그녀가 보였던 부적절한 행동으로 인해 나타나는 현상들의 공격을 받는다. |           |                                                               |                   |                         |                  |           |                        |
| 2 | 2         | "Flying" "날고 싶긴 하지만"                                   | 마이클 맥도널드   | 앨런 양                 | 2016년 9월 19일  | 102       | 8.04                   |
| 엘리너는 혼란의 여파 속에서 의심을 사지 않으려 하는 반면, 마이클은 자신의 첫 대형 프로젝트인 굿 플레이스를 실패했다고 걱정한다. 치디는 엘리너에게 이마누엘 칸트 도덕 형이상학을 소개하며 그녀가 좋은 사람이 되는 법을 가르칠지 고민한다. 한편 타하니는 청소의 날을 조직하지만, 자원봉사를 하는 사람들은 하늘을 날아볼 기회를 놓치게 된다. 치디는 엘리너에게도 이타심이 있다는 것을 증명해내기 위해 그녀에게 자원봉사를 제안한다. 엘리너는 동의하지만 결국 날아보기 위해 쓰레기를 숨기고, 이로 인해 쓰레기 폭풍이 발생한다. 그러자 치디는 엘리너에 대한 믿음을 잃고 그녀를 돕지 않으려 한다. 그날 밤, 엘리너는 죄책감을 느끼고 혼자서 마을을 청소한다. 치디는 이를 보고 그녀에게 좋은 사람이 되는 법을 가르치기로 한다. 한편, 엘리너의 집 문 아래 틈 사이로 그녀가 굿 플레이스에 속하지 않는다고 경고하는 쪽지가 미끄러져 들어온다. 그리고 생전 모습을 보여주는 장면에서, 엘리너는 대리 운전을 해야 하는 상황에도 자주 그런 책임을 회피한다. |           |                                                               |                   |                         |                  |           |                        |
| 3 | 3         | "Tahani Al-Jamil" "타하니는 좋은 사람"                        | 베스 매카시밀러   | 아이샤 무하라           | 2016년 9월 22일  | 103       | 5.25                   |
| 엘리너는 타하니가 자신을 경고하는 쪽지를 썼다고 의심하지만, 이후 타하니가 진정으로 좋은 사람이라고 판단하고 그녀와 진정한 우정을 쌓기 시작한다. 엘리너는 침묵 서약을 지키고 있는 지안유에 대한 타하니의 불만을 위로해준다. 마이클은 치디가 취미를 갖기를 바라지만, 치디는 오직 자신의 윤리학 원고 작업에만 관심이 있다. 마이클이 그 원고를 읽기 어렵다고 말한 후, 치디는 원고를 다시 작성하기로 하고 마이클의 조언을 듣기로 한다. 마이클은 마을의 문제들을 조사하기 위해 엘리너에게 도움을 요청한다. 그날 밤, 마침내 지안유는 엘리너에게 말을 걸어 자신이 그 쪽지를 썼다고 말하며, 자신 또한 굿 플레이스에 속하지 않는 사람이라고 고백한다. |           |                                                               |                   |                         |                  |           |                        |
| 4 | 4         | "Jason Mendoza" "내 이름은 제이슨"                            | 페이만 벤즈       | 조 맨디                 | 2016년 9월 29일  | 104       | 4.45                   |
| 지안유는 엘리너에게 자신이 사실은 플로리다주 잭슨빌 출신의 필리핀계 미국인 마약상이자 아마추어 DJ였던 제이슨 멘도사이며, 침묵 서약을 통해 자신의 정체를 숨기고 승려인 척 했다고 밝힌다. 제이슨은 자신의 정체를 드러내려고 하지만, 엘리너와 충격을 받은 치디는 엘리너 마저 정체가 탄로 날까 봐 제이슨의 이러한 시도를 말리려 한다. 한편 타하니는 패트리샤의 레스토랑 개업 축하 행사를 돕는다. 제이슨은 이 행사에서 자신이 사실 누구인지 밝히려고 하고, 엘리너는 이를 막기 위해 패트리샤의 케이크를 부숴 주의를 돌린다. 하지만 이로 인해 레스토랑 안에 커다란 싱크홀이 생긴다. 제이슨은 치디의 윤리 수업에 참여하기로 하지만, 얼마 가지 않아 엘리너보다도 형편 없는 학생임이 드러난다. 한편, 타하니는 마이클의 예상과는 달리 싱크홀이 닫히기는커녕 점점 커지고 있음을 발견한다. 생전 모습을 보여주는 장면에서, 제이슨은 유명 일렉트로닉 댄스 뮤직 DJ의 대역을 맡았다가 직접 자신의 음악을 틀자 관객들로부터 외면 당한다. 제이슨은 친구에게 진정한 자신 그대로 인정받고 싶다고 말한 뒤 그 DJ의 보트에 불을 지른다. |           |                                                               |                   |                         |                  |           |                        |
| 5 | 5         | "Category 55 Emergency Doomsday Crisis" "55번 긴급 종말 위기" | 모건 새킷         | 맷 머리                 | 2016년 10월 6일  | 109       | 4.97                   |
| 엘리너는 자신이 점점 더 타인을 배려하는 한편 존 스튜어트 밀의 공리주의를 배우고 있다는 사실에 기뻐하지만, 치디는 자신의 모든 시간을 엘리너에게 가르치는 데 쏟고 있어 불만을 느낀다. 마이클은 굿 플레이스의 모든 주민을 격리시켜 마을을 싱크홀로부터 보호한다. 마이클은 엘리너와 치디에게 싱크홀 근처에 살고 있는 부부를 그들의 집에 잠시 머물게 해달라고 요청하고, 이 부부는 치디가 무언가 숨기고 있다고 여긴다. 치디는 생전에 여성과 진정한 관계를 가져본 적이 없다고 고백한다. 엘리너는 자신이 치디의 진정한 소울메이트가 아니라는 사실에 치디가 실망하고 있음을 깨닫고, 그에게 좀 더 좋은 친구가 되기로 결심한다. 한편, 타하니는 마이클의 기밀 문서를 읽게 되고, 자신이 마을에서 두 번째로 낮은 점수를 받았다는 사실을 알게 된다. 타하니는 마이클을 도우며 점수를 올리려 하지만, 마이클은 타하니에게 점수는 죽은 후에 변하지 않으며 자신이 역사상 가장 훌륭한 사람들 중의 한 사람이라는 사실에 만족해야 한다고 이야기한다. 이윽고 엘리너가 친절한 행동을 한 이후 싱크홀이 닫히고, 마이클은 엘리너에게 싱크홀의 원인을 찾는데 그녀의 도움이 필요하다고 부탁한다. 생전 모습을 보여주는 장면에서 타하니는 평생 동안 여동생 카밀라의 그늘 아래에서 살아왔으며, 결국 부모가 세상을 떠난 후 독립하기로 결심한다. |           |                                                               |                   |                         |                  |           |                        |
| 6 | 6         | "What We Owe to Each Other" "용의자를 찾아라"                 | 터커 게이츠       | 딜런 모건 & 조시 시겔   | 2016년 10월 13일 | 105       | 4.23                   |
| 엘리너는 자신의 존재가 들통나지 않기 위해 마이클의 조사를 방해한다. 마이클은 엘리너에게 보통 설계자들은 마을에 살지 않는다고 말하고, 자신이 마을에 살기로 한 결정은 자신만의 아이디어였으며 마을 운영의 실패한다면 신뢰를 잃을 것이라고 이야기한다. 타하니는 지안유와 유대감을 갖기 위해 노력하고, 이로 인해 치디는 제이슨의 비밀을 지키기 위해 애쓴다. 치디와 타하니는 결국 서로 친해지지만, 타하니는 치디가 준비한 선물을 지안유가 전달하자 지안유를 자신의 소울메이트로 받아들인다. 한편, 마이클은 자신이 모든 문제의 원인이라고 결론짓고 곧 마을을 떠날 것이라고 발표한다. 생전 모습을 보여주는 장면에서 엘리너는 친구의 집을 봐주기로 한 약속을 어기고 리한나 콘서트에 가버리고, 결과적으로 친구의 개가 영구적인 장애를 입게 된다. |           |                                                               |                   |                         |                  |           |                        |
| 7 | 7         | "The Eternal Shriek" "출구를 막아라"                          | 트렌트 오도널     | 메건 앰램               | 2016년 10월 20일 | 106       | 3.79                   |
| 마이클은 자신이 '은퇴'로 영원한 형벌을 받게 될 것이라고 이야기한다. 오직 재닛만이 그의 은퇴 절차를 밟을 수 있기 때문에, 엘리너는 진실을 고백하기보다 재닛의 종료 스위치를 작동시키기로 결심한다. 엘리너와 치디 사이에 스위치를 작동시키는 것을 두고 다툼이 있었지만, 스위치를 누르려는 제이슨을 막으려다 오히려 치디가 실수로 버튼을 누르게 된다. 치디 자신은 고통스럽지만, 스위치를 눌렀다는 사실을 비밀로 하기로 한다. 타하니는 마이클을 위해 우울한 분위기의 은퇴 파티를 계획한다. 재닛은 재부팅되어 모든 기억을 잃고 기능이 저하된 상태로 작동된다. 마이클은 재닛의 살해를 조사하기 위해 마을에 남겠다고 발표하며, 이는 마을에 자신을 넘어서는 어떤 문제가 있음을 의미한다고 밝힌다. 결국 엘리너는 자신이 실수로 굿 플레이스에 오게 되었기 때문에 자신이 문제라고 모두에게 고백한다. 생전 모습을 보여주는 장면에서, 치디는 동료의 못생긴 부츠가 마음에 든다고 거짓말을 한다. 이후 3년 동안 그 거짓말 때문에 괴로워하다가 동료가 어려운 수술을 무사히 받고 난 뒤에야 자신의 속마음을 이야기한다. |           |                                                               |                   |                         |                  |           |                        |
| 8 | 8         | "Most Improved Player" "좋은 사람 테스트"                     | 트리스트램 샤피로 | 댄 스코필드             | 2016년 10월 27일 | 107       | 3.89                   |
| 마이클은 재닛의 죽음과 엘리너에 관해 엘리너, 치디, 타하니, 제이슨과 각각 대화를 나눈다. 아직 재학습 중이어서 어떤 지시를 받아도 다양한 종류의 선인장만 만들어내던 재닛으로부터 엘리너의 파일을 넘겨 받은 마이클은 엘리너가 친구의 드레스를 찢어버리는 바람에 무고한 세탁소가 파산하고 친구가 공개적으로 망신을 당했으며, 엘리너 자신은 친구를 모욕하는 내용의 티셔츠를 만들어 이익을 챙겼다는 사실을 알게 된다. 결국 마이클은 배드 플레이스에 연락해 엘리너를 데려가라고 이야기한다. 이윽고 엘리너를 데리러 가기 위해 배드 플레이스에서 잔인하고 비열한 악마 트레버가 탑승한 기차가 도착한다. 치디는 자신이 재닛을 살해했고 엘리너는 더 나은 사람이 되어가고 있다고 고백하며, 마이클과 다른 사람들은 기차역에 도착해 트레버가 엘리너를 데려가지 못하게 막으려 한다. 트레버는 원래 굿 플레이스에 오기로 되어 있던 다른 엘리너 셸스트롭을 계속 데리고 있을 수 있다면 이 문제를 논의하겠다고 하면서, 배드 플레이스에서 온 엘리너를 기차에서 함께 내린다. |           |                                                               |                   |                         |                  |           |                        |
| 9 | 9         | "...Someone Like Me as a Member" "내게 어울리는 곳"           | 딘 홀랜드         | 젠 스태츠키             | 2016년 11월 3일  | 108       | 3.68                   |
| 두 엘리너의 운명을 결정하기 위한 협상이 시작되면서, 마이클은 타하니의 집을 회의 장소로 사용한다. 하지만 배드 플레이스의 악마들은 그 자리를 파티로 만들어 마이클을 무시하고 제멋대로 행동하고, 이에 타하니는 당황한다. 치디와 진짜 엘리너는 엘리너와 트레버와 함께하는 저녁 식사 자리에서 서로 친해진다. 협상 과정에서 마이클은 트레버와 그의 악마들에 대해 강경한 태도를 보이며, 배드 플레이스와의 전쟁을 선포하며 엘리너를 위해 싸우겠다고 약속한다. 트레버는 '영원의 판사'인 숀이 개입할 수 있다고 위협한다. 결국 마이클은 악마들을 굿 플레이스에서 쫓아낸다. 그날 밤, 제이슨은 '명상실'에 있는 타하니를 발견하고, 타하니는 제이슨의 진짜 정체를 알고 싶어한다. 생전 모습을 보여주는 장면에서, 엘리너가 사람들과 어울리기를 꺼렸던 모습이 드러난다. |           |                                                               |                   |                         |                  |           |                        |
| 10 | 10        | "Chidi's Choice" "사랑의 굿 플레이스"                         | 린다 멘도자       | 데미 어디주이베이       | 2017년 1월 5일   | 110       | 3.53                   |
| 엘리너의 변론을 함께 준비하면서, 엘리너는 자신의 감정을 깨닫고 치디에게 자신이 그를 사랑하고 있다고 고백한다. 타하니는 제이슨과 대면하면서 그가 보여줬던 친절한 행동이 치디로부터 비롯되었다는 사실을 깨닫는다. 엘리너와 타하니 모두 치디에게 사랑을 고백하자 치디는 크게 당황한다. 마이클은 결정 내리기를 어려워하는 치디를 돕는다. 엘리너는 타하니와의 우정을 지켜야 한다고 생각하고, 둘은 남은 하루를 함께 보낸다. 제이슨은 자신을 대하는 재닛의 친절함에 감동해 그녀와 결혼하기로 결심하고, 엘리너와 타하니는 그 둘의 결혼식에 참석한다. 결혼식 자리에 치디가 도착하자 엘리너는 자신이 치디에게 느꼈던 감정이 실은 친구이자 윤리 선생님으로서 감사한 마음이었던 것이라고 밝힌다. 타하니 또한 제이슨이 자신의 진정한 소울메이트가 아니라는 사실을 깨닫고 치디에게 일시적으로 느꼈던 감정이라고 이야기한다. 타하니는 엘리너가 마을에 머물 수 있는 방법을 깨달았다며 엘리너와 함께 자리를 뜬다. 생전 모습을 보여주는 장면에서, 어린 치디는 같이 놀 팀원을 고르지 못해 쉬는 시간을 날린다. 성인이 된 후 치디는 여전히 결정을 내리지 못해 자신의 가장 친한 친구인 우조의 결혼식에서 들러리 역할을 하지 못한다. 그리고 우조와 함께 갈 술집을 고르지 못해 길거리에 서서 고민하던 와중에, 실수로 건드려 느슨해진 에어컨 실외기가 그의 위로 떨어져 사망하게 된다. |           |                                                               |                   |                         |                  |           |                        |
| 11 | 11        | "What's My Motivation" "동기가 중요해"                        | 린 셸턴           | 앤드루 로               | 2017년 1월 12일  | 111       | 3.64                   |
| 타하니는 엘리너가 굿 플레이스에서 점수를 쌓을 수 있게 해주자고 제안한다. 그러기 위해 엘리너는 -4,000점에서 시작해 1,200,000점을 초과해야 한다. 타하니는 엘리너를 위해 파티를 열고, 엘리너는 선행을 베풀며 유머로 이웃들의 마음을 산다. 하지만 엘리너의 점수는 엘리너 본인이 치디에게 진짜 엘리너의 사랑 고백에 긍정적으로 반응하라고 조언했을 때만 올라간다. 엘리너는 자신의 행동의 동기가 잘못되었기 때문에 점수로 이어지지 않는다는 사실을 깨닫는다. 엘리너는 더 좋은 사람이 되기 위해 굿 플레이스를 떠나기로 비밀리에 계획하고, 엘리너의 점수는 목표에 도달한다. 한편 마이클은 제이슨의 진짜 정체와 그와 재닛과의 결혼한 사실을 알게 된다. 재닛이 감정을 갖게 되어 제이슨을 사랑하게 되었기에, 마이클은 재닛을 재부팅시킨다. 숀이 탑승한 기차가 마을에 도착하자, 재닛, 제이슨, 엘리너는 기차를 탈취해 '미디엄 플레이스'로 향한다. 생전 모습을 보여주는 장면에서 제이슨은 친구 필보이와 함께 레스토랑에서 강도짓을 하려고 금고 안에 들어가 있다가 질식해 사망한다. 필보이는 집행 유예를 받았고 제이슨의 죽음과 관련해서는 기소되지 않았다. |           |                                                               |                   |                         |                  |           |                        |
| 12 | 12        | "Mindy St. Claire" "미디엄 플레이스의 민디"                   | 딘 홀랜드         | 메건 앰램 & 젠 스태츠키 | 2017년 1월 19일  | 112       | 3.93                   |
| 엘리너, 제이슨, 재닛은 '미디엄 플레이스'로 피신해 그곳에서 살고 있는 민디 세인트클레어(메리베스 먼로)를 만난다. 세인트클레어는 1980년대에 변호사로 일했으며, 전반적으로 이기적인 삶을 살았지만 죽기 직전에 세계적이고 거대한 자선 기금을 설립하는 데 역할을 했다. 숀은 엘리너와 제이슨에 대한 재판을 진행하고, 치디, 타하니, 마이클, 진짜 엘리너는 엘리너를 변론하려 노력한다. 하지만 숀 판사는 둘이 돌아오지 않는다면 치디와 타하니가 대신해서 배드 플레이스에 가야 한다는 불리한 판결을 내린다. 엘리너는 치디와 타하니를 그런 운명에서 구하기 위해 돌아가자고 제이슨과 재닛을 설득한다. 생전 모습을 보여주는 장면에서 엘리너의 사망 당일, 엘리너가 부모로부터 독립한 날, 그리고 엘리너의 삶에 있어 다양한 순간들이 나타난다. |           |                                                               |                   |                         |                  |           |                        |
| 13 | 13        | "Michael's Gambit" "마이클의 한 수"                           | 마이클 슈어       | 마이클 슈어             | 2017년 1월 19일  | 113       | 3.93                   |
| 숀이 정한 마감 시한을 조금 넘기고 엘리너, 제이슨이 돌아와 치디, 타하니와 합류한다. 숀은 그 네 명 중의 두 명만이 배드 플레이스로 가는데, 그 두 명을 그들 스스로 선택할 수 있게 한다. 누가 가고 누가 남을지에 대해 서로 여러 의견이 오가고, 진짜 엘리너는 자신이 배드 플레이스로 가는 한 자리를 맡겠다고 한다. 논쟁이 더욱 치열해지는 와중 엘리너는 중요한 깨달음을 얻게 되는데, 그들 네 명은 단순히 우연이 아니라 의도된 바에 따라 서로를 고문해왔으며 이는 그들이 줄곧 배드 플레이스(지옥)에 있었다는 뜻이었다. 마이클은 엘리너의 주장이 맞다고 고백하는데, 지금까지의 '굿 플레이스'는 사실 새롭고 정교하게 설계된 배드 플레이스였다. 마을의 유일한 인간 거주자인 엘리너, 제이슨, 치디, 타하니 네 명이 서로를 고통으로 내몰며, 그 외 다른 '이웃'들은 모두 고문 계획에 가담한 악마들이었다. 마이클은 재닛만은 가짜 굿 플레이스를 운영하기 위해 그가 훔친 진짜 굿 플레이스 재닛이라고 설명한다. 과거 회상 장면에서는 마이클이 가짜 '굿 플레이스'를 만들어내기 전 설계자로서 일하던 모습과 사실은 자신의 상사였던 숀에게 자신의 계획은 1,000년간 이어나갈 수 있는 작업이라고 강조하는 모습이 드러난다. 마이클은 자신의 계획이 들통나자 숀에게 네 명의 기억을 지워버리고 일부 변수를 수정할테니 두 번째 기회를 달라고 간청한다. 한편 엘리너는 T. M. 스캔런의 '계약주의' 책에서 한 페이지를 찢은 뒤 기억을 잃어버린 후에 자신이 확인할 수 있는 메시지를 적고서 재닛의 입 속으로 넣어 숨겨버린다. 리셋 후 재닛은 엘리너에게 그 종이 조각을 건네 주는데, 거기에는 "엘리너 - 치디를 찾아"라고 적혀 있다. |           |                                                               |                   |                         |                  |           |                        |

## 평가
《굿 플레이스》의 첫 시즌은 텔레비전 비평가들 사이에서 긍정적인 평가를 받았다. 로튼 토마토에서는 74개의 리뷰를 기반으로 신선도 지수 92%, 평균 점수 10점 만점에 7.80점을 기록하고 있다. 로튼 토마토에서 비평가의 의견을 정리하자면 "크리스틴 벨과 테드 댄슨은 이 터무니없고 영리하며 기발한 사후 세계 묘사에서 대단히 재미있고 매력적인 연기로 뛰어난 활약을 펼친다."이다. 메타크리틱에서는 32개의 리뷰를 기반으로 100점 만점에 78점을 받아 "대체로 호의적인 평가"를 받았다.

### 비평가 선정 톱 10 작품
| 2016 |
| --- |
| - 4위 – 《라스베이거스 위클리》 - 5위 – 《링컨 저널 스타》 - 7위 – 《TV 가이드》 - 7위 – 《샌프란시스코 크로니클》 - 8위 – 《엔터테인먼트 위클리》 - 8위 – 《피츠버그 포스트가제트》 - 8위 – 《벌처》 - 9위 – 《피플》 - 9위 – 《빌리지 보이스》 - 10위 – 《디 A.V. 클럽》 - 10위 – 《오마하 월드헤럴드》 - 10위 – 《복스》 - 10위 – 《리즌》 (공동 순위) - 순위가 매겨지지 않음 – 《로스앤젤레스 타임스》 |